# 新崎真倫
新崎 真倫（しんざき まりん、1984年（昭和59年）12月28日 – ）は、北海道文化放送報道記者で、元フリーアナウンサーである。

## 略歴・人物
北海道帯広市出身。北海道帯広柏葉高等学校、北星学園大学文学部英文学科卒業。身長は160 cm。血液型はA型。
元々アナウンサー志望で、学生時代は関西アナウンススクール札幌校に通っていた。『めざましテレビ』（フジテレビ系）で八木亜希子を毎朝視ていたのがきっかけで、「八木さんになりたい」とアナウンサーを目指すようになった。特に「フジテレビのアナウンサーになりたい」と強く思っていたという。話す仕事に就きたいという気持ちからあらゆる試験を受け、最終的にTBS954情報キャスターに合格。
2007年5月から2010年3月まで、東京でTBSラジオ「TBS954情報キャスター」所属のキャスターを務めていた。TBS954情報キャスター時代は、キャスター仲間で同じく北海道出身の熊谷光紗と「くまりんず」というコンビを組み、TBSラジオの携帯サイトにて「くまりんずのなまら東京すごい部屋」コーナーを担当。熊谷がTBS954情報キャスターを辞めた後も「くまりんず新崎」を名乗り、自身がTBS954情報キャスターを辞めるまでコーナーを続けていた。2010年4月より地元北海道に拠点を移し、北海道文化放送の契約キャスターとなる。2014年よりスーパーニュースのメインキャスターになる。
2016年頃に北海道文化放送に正規採用され、記者に異動。ドキュメンタリー「17歳の先生～子どもの貧困を越えて」で貧困ジャーナリズム賞を受けている。

## 過去の出演番組
TBSラジオ
- クラブ954
- 毒蝮三太夫のミュージックプレゼント （アシスタント）
- 安住紳一郎の日曜天国 （「お出かけリサーチ」担当）
- 交通情報（神奈川県警担当）
- ストリーム（東京消防庁情報キャスター）
- 小島慶子 キラ☆キラ（〃）

北海道文化放送
- のりゆきのトークDE北海道（北海道文化放送）
奥さまチェケラッチョ（月 - 金）2010年4月以降 - 2011年3月
- 早おき!てれび めざまし北海道 （北海道文化放送）
月アシスタント 2011年秋から2014年3月番組終了まで。（担当は2014年3月24日OA最終）
- UHBスーパーニュース
リポーター 2011年4月から
キャスター 2014年3月31日から2015年3月27日（同放送枠改編・改題後「Super NEWS U」）みんなのテレビ（フィルドキャスター）
- 17歳の先生2016年5月14日　ナレーション